# Leiolepis ngovantrii
Leiolepis ngovantrii is een hagedis uit de familie van de agamen.

## Uiterlijke kenmerken
De lichaamskleur is geelbruin, met gele zwartoomzoomde vlekken op de rug en aan de flanken. Op de flanken zijn gele lengtestrepen aanwezig. De soort onderscheidt zich van zijn verwanten door de configuratie van de schubben aan de bovenarm. Hier zijn negen rijen met grote, gekielde schubben gelegen, evenals 37 tot veertig lamellen of huidlobben onder de vierde teen.

## Naamgeving
Leiolepis ngovantrii is vernoemd naar Ngo Van Tri van de Vietnam Academy of Science and Technology die de onderzoekers Jesse Leland Grismer en zijn vader Larry Lee Grismer foto's van het dier doorstuurde die aanleiding gaven tot het onderzoek. De soort werd voor het eerst wetenschappelijk beschreven in 2010.

## Voortplanting en fylogenie
Alle exemplaren van L. ngovantrii zijn vrouwelijk. Ze planten zich voort door zich te klonen via parthenogenese. De onderzoekers vermoeden dat de soort een hybride is van twee andere soorten. Volgens onderzoek op het mitochondriaal DNA is de moedersoort waarschijnlijk L. guttata. De vadersoort is de verwante agame Leiolepis reevesii.

## Verspreiding en habitat
De hagedis komt voor in delen van Azië en is endemisch in Vietnam. De agame is bekend uit het natuurgebied Binh Chau-Phuoc Buu bij de Mekong-delta, een gebied tussen zandduinen aan de kust en struikgebied. De hagedis is aangetroffen op een hoogte van ongeveer 300 meter boven zeeniveau. Hoewel de soort pas in 2010 is beschreven, wordt de hagedis in de Vietnamese keuken al lange tijd gebruikt als onderdeel van gerechten.

## Beschermingsstatus
Door de internationale natuurbeschermingsorganisatie IUCN is de beschermingsstatus 'kwetsbaar' toegewezen (Vulnerable of VU).